# پوکروفکا (شهرستان کارماسکالینسکی، باشقیرستان)
پوکروفکا (انگلیسی: Pokrovka, Karmaskalinsky District, Republic of Bashkortostan) یک شهرک در شهرستان کارماسکالینسکی استان باشقیرستان کشور روسیه است.